# Saleh Yazdani
Saleh Yazdani (* 22. Februar 1997 in Berlin) ist ein deutsch-iranischer Akrobat und Äquilibrist.

## Künstlerischer Werdegang
Im Jahr 2011 begann er eine fünfjährige Ausbildung an der Staatlichen Artistenschule Berlin, die er 2016 erfolgreich absolvierte. Beim Wettbewerb „Cirque de Demain“ in Paris gewann er 2017 die Bronzemedaille mit seiner Handstand-Performance auf einem Schaukelpferd.
Im Jahr 2020 nahm er ein weiteres Mal teil, diesmal mit einer Duo-Akrobatik-Performance mit Anna Shvedkova. Dabei gewannen sie den Prix Moulin Rouge sowie den Prix Alexandra Bouglione. Saleh Yazdani trat schon in vielen deutschen Varietés auf, darunter im Varieté Wintergarten, im GOP Varieté-Theater Hannover, im Steintor-Varieté, im Urbanatix und im Palazzo sowie weltweit in vielen weiteren Städten.

## Fernsehauftritte
- 2017: Cirque de Demain Arte[2]
- 2019: Italia’s got Talent[4]
- 2020: Persia’s got Talent[5]